# Афонин, Вячеслав Викторович
Вячесла́в Ви́кторович Афо́нин (род. 5 февраля 1978, Тюмень, СССР) — российский футболист, полузащитник; в настоящий момент — футбольный тренер.

## Карьера

### Клубная
Воспитанник тюменской СДЮШОР «Геолог». В 1995—1996 годах защищал цвета клуба «Динамо-Газовик». 14 октября 1995 года дебютировал в Высшей лиге в матче против клуба «Спартак-Алания» (0:4), заменив на 72-й минуте Николая Ковардаева. Летом 1996 года перешёл в тобольский «Иртыш». В 1998 году вернулся в «Тюмень». В 2000 году провёл полгода в аренде в «Балтике». Через полгода завершил карьеру.

### Тренерская
С 2004 года — тренер в детской школе центр подготовки спортивного резерва «Тюмень». В 2012 году вошёл в тренерский штаб «Тюмени». В сентябре 2019 года назначен главным тренером клуба. В 2021 году — главный тренер тобольского «Тобола».